# Kang Keqing
Kang Keqing, född 1911, död 1992, var en kinesisk politiker (Kinas kommunistiska parti). Hon var ordförande för All-China Women's Federation 1978-1988.